# La Côte-de-Gaspé
A Regionalidade Municipal do Condado de Bonaventure está situada na região de Gaspésie-Îles-de-la-Madeleine na província canadense de Quebec. Com uma área de mais de quatro mil quilómetros quadrados, tem, segundo o censo de 2004, uma população de cerca de dezoito mil pessoas sendo comandada pela cidade de Gaspé. Ela é composta por 7 municipalidades: 2 cidades, 2 municípios, 1 cantão e 2 território não organizado.

## Municipalidades

### Cidades
- Gaspé
- Murdochville

### Municípios
- Grande-Vallée
- Petite-Vallée

### Cantão
- Cloridorme

### Territórios não organizados
- Collines-du-Basque
- Rivière-Saint-Jean